# Unione dei comuni della Valle del Torbido
L'Unione dei comuni della Valle del Torbido è una unione di comuni che dalla montagna verso il mare sono: Mammola, Grotteria, San Giovanni di Gerace, Martone, Gioiosa Jonica e Marina di Gioiosa Jonica.
I comuni si trovano nella vallata percorsa dal fiume Torbido, nella Locride sul versante Jonico della provincia di Reggio Calabria, tra la catena dell'Aspromonte e quella delle Serre, tra il mare e la montagna lungo la Strada di grande comunicazione Jonio-Tirreno (Gioiosa J.-Rosarno).  Il territorio di Mammola fa parte del Parco nazionale dell'Aspromonte con Porta d'accesso e Centro visita del Parco.

## Storia
L'atto costitutivo dell'Unione dei Comuni della Valle del Torbido è stato sottoscritto il 7-2-2014, ai sensi e per gli effetti dell'art. 32 del D.Lgs. 18 agosto 2000, n. 267. L'Unione ha personalità giuridica di diritto pubblico, è ente locale ed ha sede nel Comune di Gioiosa Ionica.

## Descrizione
L'Unione dei Comuni della Valle del Torbido comprende i territori dei comuni di Mammola, Grotteria, San Giovanni di Gerace, Martone, Gioiosa Jonica, Marina di Gioiosa Jonica.
I comuni attribuiscono all'Unione l'esercizio delle funzioni previste dall'art 14, comma 26, del Decreto Legge 31 maggio 2010, n. 78, convertito con modificazioni dalla Legge 30 luglio 2010, n. 122, e precisamente: 
Per statuto l'unione si occupa di questi servizi:
- a) organizzazione generale dell'amministrazione, gestione finanziaria e contabile e controllo;
- b) organizzazione dei servizi pubblici di interesse generale di ambito comunale, ivi compresi i servizi di trasporto pubblico comunale;
- c) catasto, ad eccezione delle funzioni mantenute allo Stato dalla normativa vigente;
- d) la pianificazione urbanistica ed edilizia di ambito comunale nonché la partecipazione alla pianificazione territoriale di livello sovracomunale;
- e) attività, in ambito comunale, di pianificazione di protezione civile e di coordinamento dei primi soccorsi;
- f) l'organizzazione e la gestione dei servizi di raccolta, avvio e smaltimento e recupero dei rifiuti urbani e la riscossione dei relativi tributi;
- g) progettazione e gestione del sistema locale dei servizi sociali ed erogazione delle relative prestazioni ai cittadini, secondo quanto previsto dall'articolo 118, quarto comma, della Costituzione;
- h) edilizia scolastica per la parte non attribuita alla competenza delle province, organizzazione e gestione dei servizi scolastici; i) polizia municipale e polizia amministrativa locale;
- l) tenuta dei registri di stato civile e di popolazione e compiti in materia di servizi anagrafici nonché in materia di servizi elettorali, nell'esercizio delle funzioni di competenza statale.
- l-bis) i servizi in materia statistica.

## Comuni
L'Unione dei Comuni della Valle del Torbido è così composta:
| Stemma | Città                    | Popolazione (ab) | Superficie (km2) |
| ------ | ------------------------ | ---------------- | ---------------- |
|        | Gioiosa Ionica           | 7.136            | 36,07            |
|        | Grotteria                | 3.193            | 37,98            |
|        | Mammola                  | 2.913            | 81,07            |
|        | Marina di Gioiosa Ionica | 6.597            | 16,16            |
|        | Martone                  | 544              | 8,34             |
|        | San Giovanni di Gerace   | 499              | 13,57            |

## Consiglio direttivo
La Giunta è composta dal presidente, dal vice presidente, dai restanti sindaci dei comuni aderenti all'Unione.
| Carica          |                    |
| --------------- | ------------------ |
| Presidente      | Salvatore Leoncini |
| Vice Presidente | Salvatore Fuda     |
| Assessore       | Stefano Raschellà  |
| Assessore       | Domenico Vestito   |
| Assessore       | Giorgio Imperitura |
| Assessore       | Pino Vumbaca       |

## Assemblea
Il Consiglio dell'Unione è composta da 18 consiglieri, rappresentanti del proprio comune e dai 6 Sindaci, come previsto dallo Statuto.

## Infrastrutture e trasporti
- Il territorio è attraversato dalla S.G.C. SS 682 Jonio-Tirreno (Gioiosa-Rosarno) che conduce a nord verso Rosarno ( A3 SA-RC) e a sud verso Marina di Gioiosa Ionica (SS 106-E90).
- I Comuni di Mammola, Gioiosa Jonica e Marina di Gioiosa Jonica sono attraversati dalla SP 5 ex Strada statale 281 di Rosarno e Marina di Gioiosa Jonica (Marina di Gioiosa Jonica-Passo della Limina-Rosarno).
- Il Territorio è servito con autobus, dalle ditte Ferrovie della Calabria, Federico Autolinee e Mediterranea Autobus.
- La stazione ferroviaria e Marina di Gioiosa Jonica.
- Gli aeroporti più vicini sono: Aeroporto di Lamezia Terme e Aeroporto di Reggio Calabria

## Biblioteche e archivi
- Biblioteca Comunale di Gioiosa Jonica
- Biblioteca Comunale di Mammola
- Biblioteca Comunale di Marina di Gioiosa Jonica
- Archivio della Comunità Montana della Limina Mammola